# 레이디 사라 차토
레이디 사라 프랜시스 엘리자베스 차토(Lady Sarah Frances Elizabeth Chatto, 1964년 5월 1일 ~ )는 영국 왕실의 일원이다. 그녀는 스노든 백작부인 마거릿과 제1대 스노든 백작 안토니 암스트롱존스의 딸이다. 그녀와 그녀의 오빠인 제2대 스노든 백작 데이비드 암스트롱존스는 찰스 3세의 유일한 이종사촌이다. 그녀는 조지 6세와 엘리자베스 보우스라이언의 막내 손주이다. 그녀가 태어났을 때, 그녀는 영국 왕위 계승 서열 7위였고, 2025년 1월 현재, 그녀는 29위이다. 그녀는 공공 업무를 맡지 않지만, 더 넓은 왕실과 함께하는 행사와 행사에 자주 참석한다.